# Daria Kasátkina
Daria Serguéievna Kasátkina (en ruso: Дарья Сергеевна Касаткина; Toliatti, 7 de mayo de 1997) es una jugadora de tenis ruso-australiana que representa a Australia desde 2025. Hizo su debut entre los diez primeros en el WTA al final de la temporada 2018. Ha ganado cuatro del WTA Tour en individuales y un título en dobles.
Kasátkina ganó el torneo individual femenino júnior del Abierto de Francia 2014, derrotando a Ivana Jorović en tres sets en la final.
Kasatkina ascendió rápidamente en el ranking WTA, alcanzando el puesto 32 del mundo cuando aún tenía 18 años y ganando su primer título de la WTA cuando era adolescente en el Abierto de Charleston. Saltó a la fama en 2018 al terminar en segundo lugar detrás de la prometedora jugadora Naomi Osaka en el Masters de Indian Wells de 2018, en un partido que se considera que representa una nueva ola de tenis femenino. Después de tres temporadas exitosas en el WTA Tour, Kasatkina tuvo problemas en 2019, cayendo en la mitad inferior del top 100. Sin embargo, ha tenido un resurgimiento en 2021, ganando dos títulos para regresar al top 30 en 2022.

## Vida personal
Desde inicios del 2022, está en una relación con la patinadora estoniorusa Natalia Zabiiako.
Con respecto a la guerra de Ucrania se manifestó en contra, por lo que el Gobierno de Rusia pidió que se la trate como agente extranjero.
A partir de Marzo 2025 anunció que representará a Australia. En junio de 2025 confirma su compromiso con su novia Natalia Zabiiako después de tres años de relación.

## Torneos individuales por año

#### 2025
| N.º | Fecha                 | Torneo               | Categoría  | Superficie | Ronda | Oponente           |
| --- | --------------------- | -------------------- | ---------- | ---------- | ----- | ------------------ |
| 1   | 2 de enero de 2025    | Brisbane             | WTA 500    | Dura       | OF    | Polina Kudermetova |
| 2   | 9 de enero de 2025    | Adelaida             | WTA 500    | Dura       | CF    | Madison Keys       |
| 3   | 20 de enero de 2025   | Abierto de Australia | Grand Slam | Dura       | 4R    | Emma Navarro       |
| 4   | 5 de febrero de 2025  | Abu Dabi             | WTA 500    | Dura       | OF    | Ashlyn Krueger     |
| 5   | 12 de febrero de 2025 | Doha                 | WTA 1000   | Dura       | OF    | Jessica Pegula     |
| 6   | 17 de febrero de 2025 | Dubái                | WTA 1000   | Dura       | R64   | Sorana Cîrstea     |

#### 2024
| N.º | Fecha                    | Torneo                    | Categoría  | Superficie    | Ronda | Oponente                 |
| --- | ------------------------ | ------------------------- | ---------- | ------------- | ----- | ------------------------ |
| 1   | 5 de enero de 2024       | Brisbane                  | WTA 500    | Dura          | CF    | Aryna Sabalenka          |
| 2   | 13 de enero de 2024      | Adelaida                  | WTA 500    | Dura          | F     | Jelena Ostapenko         |
| 3   | 18 de enero de 2024      | Abierto de Australia      | Grand Slam | Dura          | 2R    | Sloane Stephens          |
| 4   | 11 de febrero de 2024    | Abu Dabi                  | WTA 500    | Dura          | F     | Yelena Rybákina          |
| 5   | 12 de febrero de 2024    | Doha                      | WTA 1000   | Dura          | R64   | Anastasía Pavliuchénkova |
| 6   | 19 de febrero de 2024    | Dubái                     | WTA 1000   | Dura          | R64   | Lucia Bronzetti          |
| 7   | 14 de marzo de 2024      | Indian Wells              | WTA 1000   | Dura          | OF    | Yue Yuan                 |
| 8   | 24 de marzo de 2024      | Miami                     | WTA 1000   | Dura          | R32   | Sorana Cîrstea           |
| 9   | 7 de abril de 2024       | Charleston                | WTA 500    | Arcilla verde | F     | Danielle Collins         |
| 10  | 29 de abril de 2024      | Madrid                    | WTA 1000   | Tierra batida | OF    | Yelena Rybákina          |
| 11  | 11 de mayo de 2024       | Roma                      | WTA 1000   | Tierra batida | R32   | Naomi Osaka              |
| 12  | 30 de mayo de 2024       | Roland Garros             | Grand Slam | Tierra batida | 2R    | Peyton Stearns           |
| 13  | 20 de junio de 2024      | Berlín                    | WTA 500    | Hierba        | OF    | Aryna Sabalenka          |
| 14  | 29 de junio de 2024      | Eastbourne                | WTA 500    | Hierba        | G     | Leylah Fernandez         |
| 15  | 5 de julio de 2024       | Wimbledon                 | Grand Slam | Hierba        | 3R    | Paula Badosa             |
| 16  | 1 de agosto de 2024      | Washington                | WTA 500    | Dura          | OF    | Caroline Dolehide        |
| 17  | 8 de agosto de 2024      | Canadá                    | WTA 1000   | Dura          | R32   | Amanda Anisimova         |
| 18  | 15 de agosto de 2024     | Cincinnati                | WTA 1000   | Dura          | R32   | Taylor Townsend          |
| 19  | 29 de agosto de 2024     | Abierto de Estados Unidos | Grand Slam | Dura          | 2R    | Peyton Stearns           |
| 20  | 22 de septiembre de 2024 | Seúl                      | WTA 500    | Dura          | F     | Beatriz Haddad Maia      |
| 21  | 30 de septiembre de 2024 | Pekín                     | WTA 1000   | Dura          | R32   | Amanda Anisimova         |
| 22  | 10 de octubre de 2024    | Wuhan                     | WTA 1000   | Dura          | OF    | Magda Linette            |
| 23  | 20 de octubre de 2024    | Ningbo                    | WTA 500    | Dura          | G     | Mirra Andréyeva          |
| 24  | 25 de octubre de 2024    | Tokio                     | WTA 500    | Dura          | CF    | Sofia Kenin              |
| 25  | 7 de noviembre de 2024   | Riad                      | WTA Finals | Dura          | FG    | Iga Świątek              |

#### 2023
| N.º | Fecha                    | Torneo                    | Categoría    | Superficie    | Ronda | Oponente             |
| --- | ------------------------ | ------------------------- | ------------ | ------------- | ----- | -------------------- |
| 1   | 2 de enero de 2023       | Adelaida                  | WTA 500      | Dura          | R32   | Linda Nosková        |
| 2   | 14 de enero de 2023      | Adelaida                  | WTA 500      | Dura          | F     | Belinda Bencic       |
| 3   | 18 de enero de 2023      | Abierto de Australia      | Grand Slam   | Dura          | 1R    | Varvara Grachova     |
| 4   | 10 de febrero de 2023    | Abu Dabi                  | WTA 500      | Dura          | CF    | Zheng Qinwen         |
| 5   | 15 de febrero de 2023    | Doha                      | WTA 1000     | Dura          | OF    | Beatriz Haddad Maia  |
| 6   | 21 de febrero de 2023    | Dubái                     | WTA 1000     | Dura          | R32   | Barbora Krejčíková   |
| 7   | 14 de marzo de 2023      | Indian Wells              | WTA 1000     | Dura          | R32   | Varvara Grachova     |
| 8   | 23 de marzo de 2023      | Miami                     | WTA 1000     | Dura          | R64   | Elise Mertens        |
| 9   | 8 de abril de 2023       | Charleston                | WTA 500      | Arcilla verde | SF    | Ons Jabeur           |
| 10  | 18 de abril de 2023      | Stuttgart                 | WTA 500      | Tierra batida | R32   | Paula Badosa         |
| 11  | 1 de mayo de 2023        | Madrid                    | WTA 1000     | Tierra batida | OF    | Veronika Kudermétova |
| 12  | 15 de mayo de 2023       | Roma                      | WTA 1000     | Tierra batida | OF    | Jelena Ostapenko     |
| 13  | 4 de junio de 2023       | Roland Garros             | Grand Slam   | Tierra batida | 4R    | Elina Svitólina      |
| 14  | 20 de junio de 2023      | Berlín                    | WTA 500      | Hierba        | R32   | Elina Avanesian      |
| 15  | 1 de julio de 2023       | Eastbourne                | WTA 500      | Hierba        | F     | Madison Keys         |
| 16  | 7 de julio de 2023       | Wimbledon                 | Grand Slam   | Hierba        | 3R    | Victoria Azárenka    |
| 17  | 21 de julio de 2023      | Palermo                   | WTA 250      | Tierra batida | CF    | Jasmine Paolini      |
| 18  | 2 de agosto de 2023      | Washington                | WTA 500      | Dura          | OF    | Elina Svitólina      |
| 19  | 12 de agosto de 2023     | Canadá                    | WTA 1000     | Dura          | CF    | Yelena Rybákina      |
| 20  | 17 de agosto de 2023     | Cincinnati                | WTA 1000     | Dura          | OF    | Aryna Sabalenka      |
| 21  | 5 de septiembre de 2023  | Abierto de Estados Unidos | Grand Slam   | Dura          | OF    | Aryna Sabalenka      |
| 22  | 29 de septiembre de 2023 | Tokio                     | WTA 500      | Dura          | CF    | Jessica Pegula       |
| 23  | 3 de octubre de 2023     | Pekín                     | WTA 1000     | Dura          | R32   | Wang Xinyu           |
| 24  | 14 de octubre de 2023    | Zhengzhou                 | WTA 125K     | Dura          | SF    | Barbora Krejčíková   |
| 25  | 28 de octubre de 2023    | Zhuhai                    | Elite Trophy | Dura          | SF    | Beatriz Haddad Maia  |

#### 2022
| N.º | Fecha                  | Torneo                    | Categoría  | Superficie    | Ronda | Oponente                |
| --- | ---------------------- | ------------------------- | ---------- | ------------- | ----- | ----------------------- |
| 1   | 8 de enero de 2022     | Melbourne                 | WTA 500    | Dura          | SF    | Amanda Anisimova        |
| 2   | 14 de enero de 2022    | Sídney                    | WTA 500    | Dura          | SF    | Paula Badosa            |
| 3   | 22 de enero de 2022    | Abierto de Australia      | Grand Slam | Dura          | 3R    | Iga Świątek             |
| 4   | 14 de febrero de 2022  | Dubái                     | WTA 1000   | Dura          | R32   | Iga Świątek             |
| 5   | 23 de febrero de 2022  | Doha                      | WTA 1000   | Dura          | OF    | Iga Świątek             |
| 6   | 14 de marzo de 2022    | Indian Wells              | WTA 1000   | Dura          | R32   | Angelique Kerber        |
| 7   | 24 de marzo de 2022    | Miami                     | WTA 1000   | Dura          | R64   | Aliaksandra Sasnóvich   |
| 8   | 21 de abril de 2022    | Stuttgart                 | WTA 500    | Tierra batida | OF    | Ons Jabeur              |
| 9   | 3 de mayo de 2022      | Madrid                    | WTA 1000   | Tierra batida | OF    | Sara Sorribes           |
| 10  | 14 de mayo de 2022     | Roma                      | WTA 1000   | Tierra batida | SF    | Ons Jabeur              |
| 11  | 2 de junio de 2022     | Roland Garros             | Grand Slam | Tierra batida | SF    | Iga Świątek             |
| 12  | 17 de junio de 2022    | Berlín                    | WTA 500    | Hierba        | CF    | María Sákkari           |
| 13  | 23 de junio de 2022    | Bad Homburg               | WTA 500    | Hierba        | CF    | Bianca Andreescu        |
| 14  | 17 de julio de 2022    | Hamburgo                  | WTA 250    | Hierba        | R32   | Kateřina Siniaková      |
| 15  | 8 de agosto de 2022    | San José                  | WTA 500    | Dura          | G     | Shelby Rogers           |
| 16  | 10 de agosto de 2022   | Canadá                    | WTA 1000   | Dura          | R64   | Bianca Andreescu        |
| 17  | 15 de agosto de 2022   | Cincinnati                | WTA 1000   | Dura          | R64   | Amanda Anisimova        |
| 18  | 27 de agosto de 2022   | Granby                    | WTA 250    | Dura          | G     | Daria Gavrilova         |
| 19  | 29 de agosto de 2022   | Abierto de Estados Unidos | Grand Slam | Dura          | 1R    | Harriet Dart            |
| 20  | 6 de octubre de 2022   | Ostrava                   | WTA 500    | Dura          | OF    | Yekaterina Aleksándrova |
| 21  | 14 de octubre de 2022  | San Diego                 | WTA 500    | Dura          | OF    | Madison Keys            |
| 22  | 21 de octubre de 2022  | Guadalajara               | WTA 1000   | Dura          | OF    | Anna Kalínskaya         |
| 23  | 5 de noviembre de 2022 | Fort Worth                | WTA Finals | Dura          | FG    | Caroline Garcia         |

#### 2021
| N.º | Fecha                   | Torneo                    | Categoría  | Superficie    | Ronda | Oponente            |
| --- | ----------------------- | ------------------------- | ---------- | ------------- | ----- | ------------------- |
| 1   | 10 de enero de 2021     | Abu Dabi                  | WTA 500    | Dura          | OF    | Yelena Rybákina     |
| 2   | 3 de febrero de 2021    | Melbourne                 | WTA 500    | Dura          | OF    | Kaia Kanepi         |
| 3   | 10 de febrero de 2021   | Abierto de Australia      | Grand Slam | Dura          | 2R    | Aryna Sabalenka     |
| 4   | 19 de febrero de 2021   | Melbourne                 | WTA 250    | Dura          | G     | Marie Bouzková      |
| 5   | 7 de marzo de 2021      | Dubái                     | WTA 1000   | Dura          | R64   | Alizé Cornet        |
| 6   | 21 de marzo de 2021     | San Petersburgo           | WTA 500    | Dura          | G     | Margarita Gasparián |
| 7   | 21 de abril de 2021     | Estambul                  | WTA 250    | Tierra batida | OF    | Marta Kostiuk       |
| 8   | 2 de mayo de 2021       | Madrid                    | WTA 1000   | Tierra batida | R32   | Aryna Sabalenka     |
| 9   | 10 de mayo de 2021      | Roma                      | WTA 1000   | Tierra batida | R64   | Jessica Pegula      |
| 10  | 18 de mayo de 2021      | Parma                     | WTA 250    | Tierra batida | OF    | Sloane Stephens     |
| 11  | 4 de junio de 2021      | Roland Garros             | Grand Slam | Tierra batida | 3R    | Sorana Cîrstea      |
| 12  | 20 de junio de 2021     | Birmingham                | WTA 250    | Hierba        | F     | Ons Jabeur          |
| 13  | 24 de junio de 2021     | Eastbourne                | WTA 500    | Hierba        | CF    | Jelena Ostapenko    |
| 14  | 1 de julio de 2021      | Wimbledon                 | Grand Slam | Hierba        | 2R    | Jelena Ostapenko    |
| 15  | 9 de agosto de 2021     | San José                  | WTA 500    | Dura          | F     | Danielle Collins    |
| 16  | 12 de agosto de 2021    | Canadá                    | WTA 1000   | Dura          | R32   | Ons Jabeur          |
| 17  | 16 de agosto de 2021    | Cincinnati                | WTA 1000   | Dura          | R64   | Barbora Krejčíková  |
| 18  | 26 de agosto de 2021    | Cleveland                 | WTA 250    | Dura          | CF    | Magda Linette       |
| 19  | 3 de septiembre de 2021 | Abierto de Estados Unidos | Grand Slam | Dura          | 3R    | Elina Svitólina     |
| 20  | 11 de octubre de 2021   | Indian Wells              | WTA 1000   | Dura          | R32   | Angelique Kerber    |
| 21  | 18 de octubre de 2021   | Moscú                     | WTA 500    | Dura          | R32   | Anhelina Kalínina   |

## Torneos de dobles por año

#### 2024
| N.º | Fecha              | Compañera       | Torneo   | Categoría | Superficie | Ronda |
| --- | ------------------ | --------------- | -------- | --------- | ---------- | ----- |
| 1   | 5 de enero de 2024 | Daria Gavrilova | Brisbane | WTA 500   | Dura       | SF    |

#### 2023
| N.º | Fecha               | Compañera         | Torneo       | Categoría | Superficie    | Ronda |
| --- | ------------------- | ----------------- | ------------ | --------- | ------------- | ----- |
| 1   | 10 de marzo de 2023 | Martina Trevisan  | Indian Wells | WTA 1000  | Dura          | R32   |
| 2   | 25 de marzo de 2023 | Marie Bouzková    | Miami        | WTA 1000  | Dura          | R32   |
| 3   | 29 de abril de 2023 | Martina Trevisan  | Madrid       | WTA 1000  | Tierra batida | R32   |
| 4   | 14 de mayo de 2023  | Yúliya Putíntseva | Roma         | WTA 1000  | Tierra batida | R32   |
| 5   | 22 de junio de 2023 | Sabine Lisicki    | Berlín       | WTA 500   | Hierba        | CF    |

#### 2022
| N.º | Fecha               | Compañera          | Torneo               | Categoría  | Superficie | Ronda |
| --- | ------------------- | ------------------ | -------------------- | ---------- | ---------- | ----- |
| 1   | 7 de enero de 2022  | Liudmila Samsónova | Melbourne            | WTA 500    | Dura       | CF    |
| 2   | 19 de enero de 2022 | Liudmila Samsónova | Abierto de Australia | Grand Slam | Dura       | 1R    |

#### 2021
| N.º | Fecha                   | Compañera       | Torneo                    | Categoría  | Superficie    | Ronda |
| --- | ----------------------- | --------------- | ------------------------- | ---------- | ------------- | ----- |
| 1   | 9 de enero de 2021      | Anett Kontaveit | Abu Dabi                  | WTA 500    | Dura          | OF    |
| 2   | 10 de febrero de 2021   | Anett Kontaveit | Abierto de Australia      | Grand Slam | Dura          | 1R    |
| 3   | 11 de mayo de 2021      | Petra Martić    | Roma                      | WTA 1000   | Tierra batida | R32   |
| 4   | 2 de julio de 2021      | Ellen Perez     | Wimbledon                 | Grand Slam | Hierba        | 1R    |
| 5   | 19 de agosto de 2021    | Anett Kontaveit | Cincinnati                | WTA 1000   | Dura          | OF    |
| 6   | 5 de septiembre de 2021 | Anett Kontaveit | Abierto de Estados Unidos | Grand Slam | Dura          | 2R    |
| 7   | 7 de octubre de 2021    | Anett Kontaveit | Indian Wells              | WTA 1000   | Dura          | R32   |

## Títulos WTA (9;8+1)

### Individual (8)
| Leyenda                                |
| Grand Slam (0)                         |
| WTA Tour Championships (0)             |
| P. Mandatory & Premier 5, WTA 1000 (0) |
| Premier, WTA 500 (6)                   |
| International, WTA 250 (2)             |

| N.º | Fecha                 | Torneo          | Superficie    | Oponente en la final | Resultado        |
| --- | --------------------- | --------------- | ------------- | -------------------- | ---------------- |
| 1.  | 9 de abril de 2017    | Charleston      | Tierra batida | Jeļena Ostapenko     | 6-3, 6-1         |
| 2.  | 20 de octubre de 2018 | Moscú           | Dura (i)      | Ons Jabeur           | 2-6, 7-6(3), 6-4 |
| 3.  | 19 de febrero de 2021 | Melbourne IV    | Dura          | Marie Bouzková       | 4-6, 6-2, 6-2    |
| 4.  | 21 de marzo de 2021   | San Petersburgo | Dura (i)      | Margarita Gasparyan  | 6-3, 2-1, ret.   |
| 5.  | 7 de agosto de 2022   | San José        | Dura          | Shelby Rogers        | 6-7(2), 6-1, 6-2 |
| 6.  | 27 de agosto de 2022  | Granby          | Dura          | Daria Gavrilova      | 6-4, 6-4         |
| 7.  | 29 de junio de 2024   | Eastbourne      | Hierba        | Leylah Fernandez     | 6-3, 6-4         |
| 8.  | 20 de octubre de 2024 | Ningbo          | Dura          | Mirra Andreeva       | 6-0, 4-6, 6-4    |

#### Finalista (10)
| N.º | Fecha                 | Torneo       | Superficie            | Oponente en la final | Resultado         |
| --- | --------------------- | ------------ | --------------------- | -------------------- | ----------------- |
| 1.  | 21 de octubre de 2017 | Moscú        | Dura (i)              | Julia Görges         | 1-6, 2-6          |
| 2.  | 24 de febrero de 2018 | Dubái        | Dura                  | Elina Svitólina      | 4-6, 0-6          |
| 3.  | 18 de marzo de 2018   | Indian Wells | Dura                  | Naomi Osaka          | 3-6, 2-6          |
| 4.  | 20 de junio de 2021   | Birmingham   | Hierba                | Ons Jabeur           | 5-7, 4-6          |
| 5.  | 8 de agosto de 2021   | San José     | Dura                  | Danielle Collins     | 3-6, 7-6(10), 1-6 |
| 6.  | 14 de enero de 2023   | Adelaida II  | Dura                  | Belinda Bencic       | 0-6, 2-6          |
| 7.  | 1 de julio de 2023    | Eastbourne   | Hierba                | Madison Keys         | 2-6, 6-7(13)      |
| 8.  | 13 de enero de 2024   | Adelaida     | Dura                  | Jeļena Ostapenko     | 3-6, 2-6          |
| 9.  | 11 de febrero de 2024 | Abu Dabi     | Dura                  | Elena Rybakina       | 1-6, 4-6          |
| 10. | 7 de abril de 2024    | Charleston   | Tierra batida (verde) | Danielle Collins     | 2-6, 1-6          |

### Dobles (1)
| Leyenda                                |
| Grand Slam (0)                         |
| WTA Tour Championships (0)             |
| P. Mandatory & Premier 5, WTA 1000 (0) |
| Premier, WTA 500 (1)                   |
| International, WTA 250 (0)             |

| N.º | Fecha                 | Torneo | Superficie | Pareja         | Oponentes en la final               | Resultado           |
| --- | --------------------- | ------ | ---------- | -------------- | ----------------------------------- | ------------------- |
| 1.  | 23 de octubre de 2015 | Moscú  | Dura (i)   | Yelena Vesnina | Irina-Camelia Begu Monica Niculescu | 6-3, 6-7(7), [10-5] |

#### Finalista (2)
| N.º | Fecha                    | Torneos          | Superficie | Pareja          | Oponentes en la final              | Resultado        |
| --- | ------------------------ | ---------------- | ---------- | --------------- | ---------------------------------- | ---------------- |
| 1.  | 21 de octubre de 2016    | Moscú            | Dura (i)   | Daria Gavrilova | Andrea Hlaváčková Lucie Hradecká   | 6-4, 0-6, [7-10] |
| 2.  | 23 de septiembre de 2017 | Tokio (Pacífico) | Dura       | Daria Gavrilova | Andreja Klepač María José Martínez | 3-6, 2-6         |

## Títulos ITF

### Individual (7)
| Torneos de $100 000 |
| Torneos de $75 000  |
| Torneos de $50 000  |
| Torneos de $25 000  |
| Torneos de $15 000  |
| Torneos de $10 000  |

| N.º | Fecha                    | Torneo                        | Superficie    | Oponentes           | Resultado        |
| --- | ------------------------ | ----------------------------- | ------------- | ------------------- | ---------------- |
| 1.  | 27 de enero de 2014      | Sharm el-Sheikh, Egipto       | Dura          | Pernilla Mendesová  | 6-3, 6-4         |
| 2.  | 15 de septiembre de 2014 | Telavi , Georgia              | Tierra batida | Jasmine Paolini     | 6-1, 4-6, [10-7] |
| 3.  | 19 de enero de 2015      | Daytona Beach, Estados Unidos | Tierra batida | Elise Mertens       | 6-2, 4-6, 6-0    |
| 4.  | 18 de mayo de 2015       | Caserta, Italia               | Tierra batida | İpek Soylu          | 7-6(4), 6-1      |
| 5.  | 8 de junio de 2015       | Minsk, Bielorrusia            | Tierra batida | Ganna Poznikhirenko | 4-3, ret.        |
| 6.  | 15 de junio de 2015      | Minsk, Bielorrusia            | Tierra batida | Iryna Shymanovich   | 6-1, 6-1         |

## Clasificación histórica
| Torneo                    | 2013       | 2014       | 2015       | 2016       | 2017       | 2018       | 2019       | 2020       | 2021       | 2022       | Títulos    | G - P      |
| Grand Slam                | Grand Slam | Grand Slam | Grand Slam | Grand Slam | Grand Slam | Grand Slam | Grand Slam | Grand Slam | Grand Slam | Grand Slam | Grand Slam | Grand Slam |
| ------------------------- | ---------- | ---------- | ---------- | ---------- | ---------- | ---------- | ---------- | ---------- | ---------- | ---------- | ---------- | ---------- |
| Abierto de Australia      | A          | A          | A          | 3R         | 1R         | 2R         | 1R         | 1R         | 2R         | 3R         | 0/7        | 6-7        |
| Roland Garros             | A          | A          | A          | 3R         | 3R         | CF         | 2R         | 2R         | 3R         | SF         | 0/7        | 17-7       |
| Wimbledon                 | A          | A          | A          | 3R         | 2R         | CF         | 1R         | ND         | 2R         | A          | 0/5        | 8-5        |
| Abierto de Estados Unidos | A          | A          | 3R         | 1R         | 4R         | 2R         | 1R         | 1R         | 3R         | 1R         | 0/8        | 8-8        |
| Ganados - Perdidos        | 0-0        | 0-0        | 2-1        | 6-4        | 6-4        | 10-4       | 1-4        | 1-3        | 6-4        | 7-3        | 0/27       | 39-27      |